# Gertrud Elisabeth Mara
Gertrud Elisabeth Mara nata Schmeling (Kassel, 23 febbraio 1749 – Reval, 20 gennaio 1833) è stata un soprano tedesco.

## Biografia
Era la figlia di un povero musicista di nome Schmeling, dal quale imparò a suonare il violino: ancora bambina suonò alla fiera di Francoforte sul Meno talmente bene che alcuni amici fecero una colletta per aiutarla e permetterle di studiare. Studiò quindi con Johann Adam Hiller a Lipsia per cinque anni, accanto a Corona Schröter, mostrando di essere dotata di una meravigliosa voce di soprano.
Iniziò a cantare in pubblico nel 1771 e ben presto venne salutata come la più grande cantante mai apparsa in Germania fino ad allora. Venne ingaggiata in modo permanente dalla corte prussiana a Berlino, ma il matrimonio con un violoncellista dalla condotta poco esemplare di nome Mara indebolì la sua posizione, e nel 1780 venne licenziata.
Dopo essersi esibita a Vienna, Monaco e altrove, giunse a Parigi nel 1782, dove scoppiò la rivalità con la cantante portoghese Luísa Todi. Nel 1784 si recò a Londra, dove si esibì con successo, con apparizioni occasionali in Italia e a Parigi fino al 1802, quando per alcuni anni si stabilì in Russia, dove perse la sua fortuna all'epoca dell'invasione napoleonica. Tornò di nuovo in Inghilterra nel 1819, ma poco dopo abbandonò le scene. Andò a vivere in Livonia, dove si mantenne facendo l'insegnante di musica, e morì in miseria a Reval (odierna Tallinn in Estonia) nel 1833.